# Mzensk
Mzensk (russisch Мценск) ist eine Stadt und Rajon-Zentrum mit 43.222 Einwohnern (Stand 14. Oktober 2010) in Russland. Es liegt in der Oblast Orjol, 49 km nordöstlich der Gebietshauptstadt Orjol.
Nach Orjol und Liwny ist Mzensk die drittgrößte Stadt der Oblast.

## Geschichte

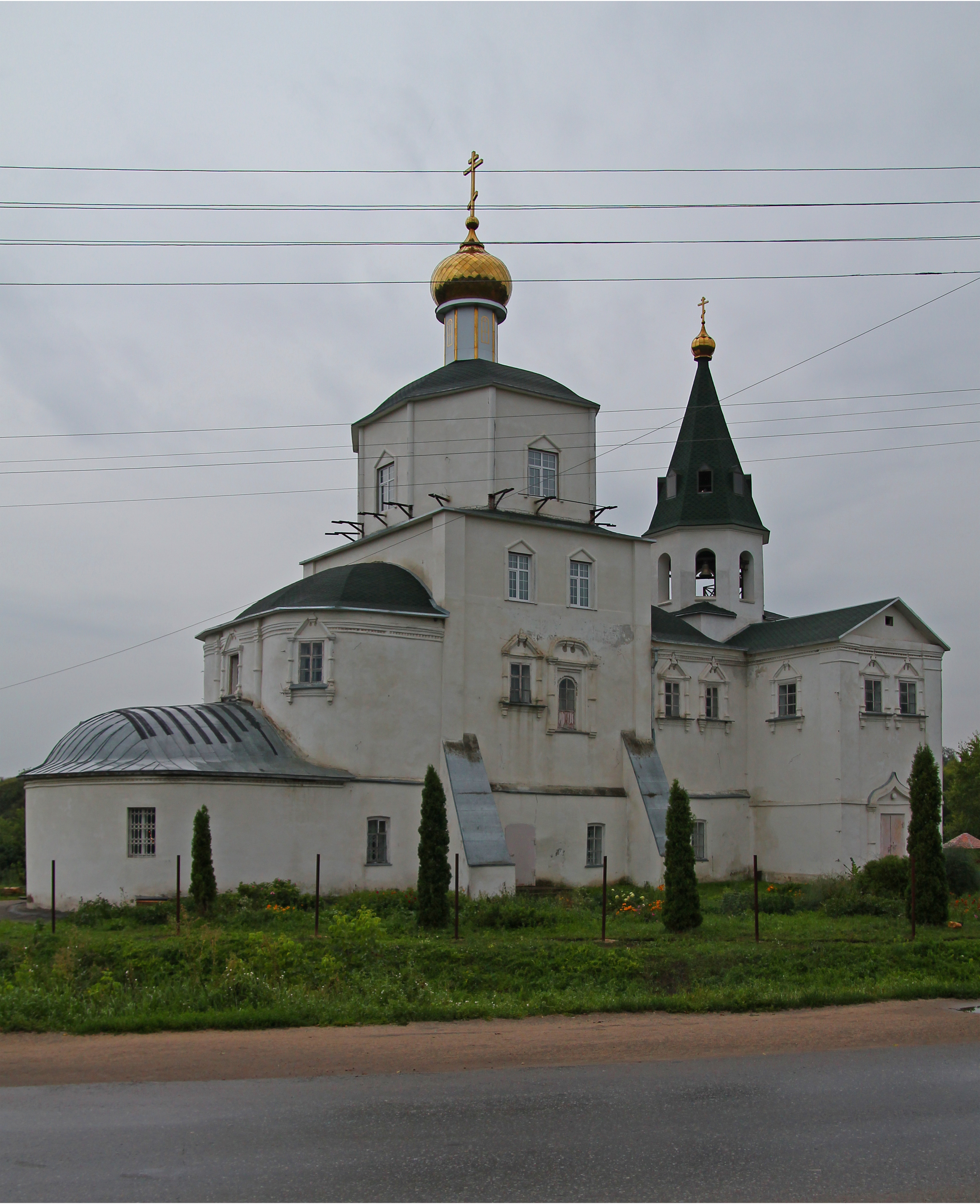
Mzensk, Himmelfahrtskirche

Erste urkundliche Erwähnung von Mzensk stammt aus dem Jahr 1147. Damals gehörte der Ort zum Fürstentum Tschernihiw. Im 14. und 15. Jahrhundert war Mzensk Bestandteil des Großfürstentums Litauen, 1504 kam es an Moskau und diente anfangs als Festungsort an den südlichen Fürstentumsgrenzen. Mehrmals musste die Festung Angriffen aus dem Süden, so 1562 durch Krimtataren, standhalten. Im 17. Jahrhundert verlor Mzensk jedoch seine strategische Bedeutung, nachdem Moskowien weiter nach Süden hin expandierte. Seitdem galt Mzensk als ein eher unbedeutender Provinzort mit vorwiegend Landwirtschaft betreibender Bevölkerung.
1778 erhielt Mzensk Stadtrechte. Zu dieser Zeit entwickelte sich dort vor allem der Getreidehandel. Im 19. Jahrhundert entstanden in der Stadt die ersten Industriebetriebe, unter anderem Textilfabriken, die Spitzen herstellten.
Im Zweiten Weltkrieg war Mzensk als einer der südlichen Moskauer Vorposten umkämpft und wurde im Oktober 1941 von der deutschen Wehrmacht besetzt. Am 20. Juli 1943 wurde die Stadt nach der Abwehr des deutschen Unternehmens Zitadelle (auch als „Schlacht am Kursker Bogen“ bezeichnet) während des Vorrückens der Brjansker Front der Roten Armee zurückerobert.

### Bevölkerungsentwicklung
| Jahr | Einwohner |
| ---- | --------- |
| 1897 | 9.823     |
| 1939 | 11.480    |
| 1959 | 14.266    |
| 1970 | 27.833    |
| 1979 | 41.790    |
| 1989 | 48.400    |
| 2002 | 47.807    |
| 2010 | 43.222    |

Anmerkung: Volkszählungsdaten

## Wirtschaft und Infrastruktur

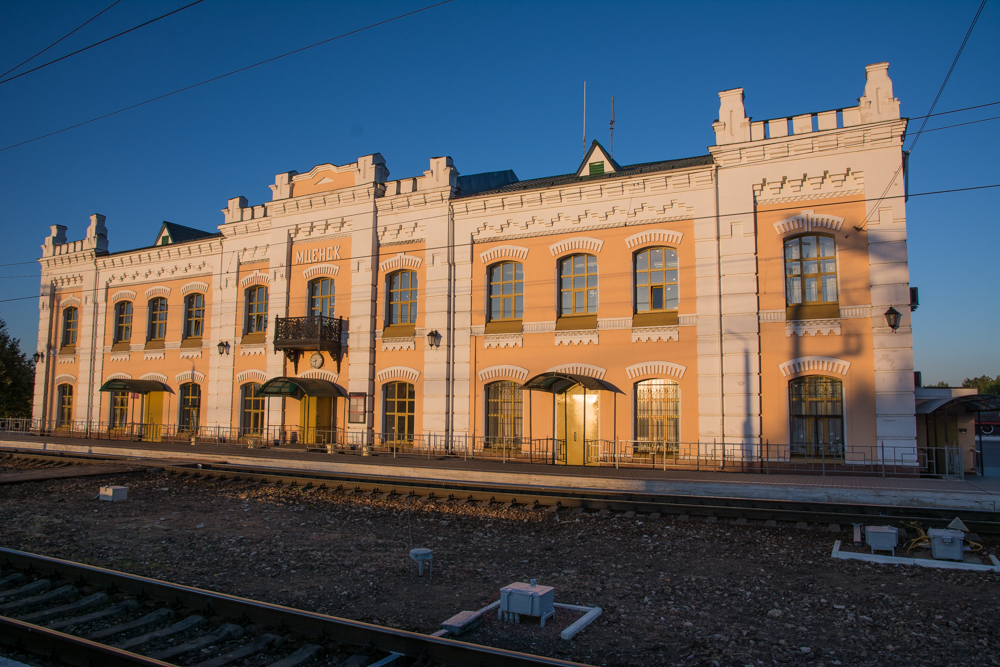
Der Bahnhof von Mzensk im Juni 2015

Die Zahl der Industriebetriebe ist in Mzensk auch heute nicht sehr groß; es gibt unter anderem Textilfabriken sowie eine Aluminiumgießerei, die zum Moskauer Lichatschow-Werk gehört.
Mzensk hat einen Eisenbahnanschluss und einen Fernbahnhof an der Hauptstrecke Moskau–Tula–Kursk–Belgorod. Nahe der Stadt verläuft außerdem die Fernstraße M2.
Seit Anfang 2017 gibt es in Mzensk flächendeckenden LTE-Empfang.

## Bildung
Aktuell verfügt Mzensk über folgende staatlichen Bildungseinrichtungen:
- Mittelschule Nr. 1 (gegründet 1934)
- Mittelschule Nr. 2 (gegründet 1953)
- Mittelschule Nr. 3 (gegründet 1786)
- Mittelschule Nr. 4 (gegründet 1962)
- Lyzeum Nr. 5 (gegründet 1973)
- Mittelschule Nr. 7 (gegründet 1980)
- Mittelschule Nr. 8 (gegründet 1989)
- Mittelschule Nr. 9 (gegründet 1992)
- Gymnasium der Stadt Mzensk (gegründet 2002)

## Sehenswürdigkeiten
Etwa 15 km nördlich von Mzensk liegt Spasskoje-Lutowinowo, der Geburtsort des Schriftstellers Iwan Turgenew. Heute ist dort ein Museumskomplex eingerichtet.
In Mzensk selbst ist eine Reihe historischer Kirchengebäude erhalten geblieben, unter anderem die Kirche zu Mariä Tempelgang (1670er-Jahre) und die Dreifaltigkeitskirche (1777). Anstelle der in den 1930er Jahren gesprengten Nikolajew-Kathedralkirche wurde 1996 die Nikolaus-Kapelle errichtet.
Weiterhin befindet sich in Mzensk der 1934 eröffnete Park der Kultur und der Erholung, welcher heute zu den Natur- und Gartenbaudenkmälern der Russischen Föderation zählt. Das Parkfest wird am 1. Mai eines jeden Jahres gefeiert.

## Städtepartnerschaften
Seit 1980 unterhält Mzensk eine Städtepartnerschaft mit der bulgarischen Stadt Kubrat.

## Sonstiges
Die Stadt lieh der Erzählung Die Lady Macbeth von Mzensk und der darauf basierenden gleichnamigen Oper ihren Namen.

## Söhne und Töchter der Stadt
- Andrei Kisseljow (1852–1940), Mathematiker und Mathematikpädagoge
- Iwan Schegalkin (1869–1947), Logiker und Mathematiker
- Arkadi Jermakow (1899–1957), General[4]